# Mike Farrell

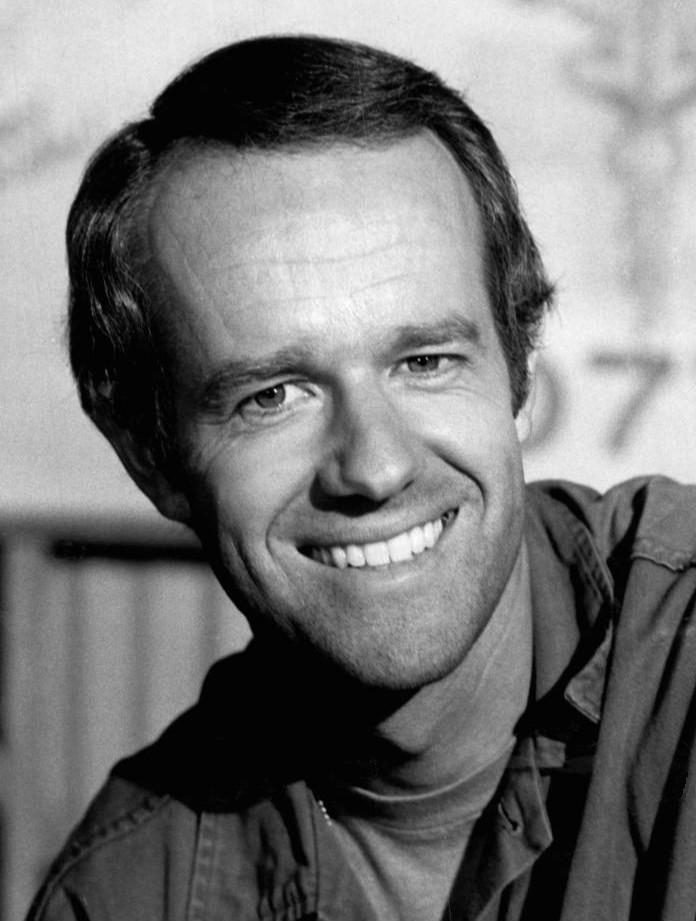
Mike Farrell (1975)

Michael Joseph Farrell (Saint Paul, Minnesota, VS, 6 februari 1939) is een Amerikaans acteur en producer, vooral bekend geworden als captain B.J. Hunnicutt in M*A*S*H. In latere jaren vergaarde hij ook bekendheid door zijn rol als Dr. James Hansen in Providence. Verder speelde hij gastrollen in onder meer Desperate Housewives, Ghost Whisperer, Without a Trace en Law & Order: Special Victims Unit. Als producter was Farrell onder andere betrokken bij films als Patch Adams en regisseerde hij in 1988 de film Run Till You Fall, alsmede vijf afleveringen van M*A*S*H.

## Filmografie
- Miami Medical Televisieserie - Dr. Carl Willis (Afl., Golden Hour, 2010)
- Ghost Whisperer Televisieserie - Bill  Jett (Afl., Do Over, 2009)
- Without a Trace Televisieserie - Ross Baldwin (Afl., Hard Landing, 2009)
- Law & Order: Special Victims Unit Televisieserie - Jonah Malcolm (Afl., Persona, 2008)
- Desperate Housewives Televisieserie - Milton Lang (Afl., Getting Married Today, 2007|Now I Know, Don't Be Scared, 2007|Welcome to Kanagawa, 2008)
- Out at the Wedding (2007) - Vader van de bruid
- Smith Televisieserie - Dr. Breen (Afl., Six, 2007)
- Superman: Brainiac Attacks (Video, 2006) - Jonathan Kent (Voice-over)
- Locusts (televisiefilm, 2005) - Lyle Rierden
- Justice League televisieserie - Pa Kent (Afl., Comfort and Joy, 2003, voice-over)
- The Clinic (televisiefilm, 2004) - Dr. Cyrus Gachet
- The Crooked E: The Unshredded Truth About Enron (televisiefilm, 2003) - Kenneth Lay
- Providence televisieserie - Dr. James Hansen (1999-2002)
- Superman: The Animated Series televisieserie - Jonathan Kent (8 afl., 1996-1999, voice-over)
- Sins of the Mind (televisiefilm, 1997) - William
- Vows of Deception (televisiefilm, 1996) - Clay Spencer
- Superman: The Last Son of Krypton (televisiefilm, 1996) - Jonathan Kent (Voice-over)
- The Killers Within (1995) - Congressman Clayton
- Hart to Hart: Old Friends Never Die (televisiefilm, 1994) - Frank Crane
- Silent Motive (televisiefilm, 1991) - Det. Paul Trella
- Matlock televisieserie - Judge David Bennett (Afl., The Trial: Part 1 & 2, 1991)
- The Whereabouts of Jenny (televisiefilm, 1991) - Van Zandt
- Murder, She Wrote televisieserie - Drew Borden (Afl., The Family Jewels, 1990)
- Coach televisieserie - Jeffrey (Afl., A Jerk at the Opera, 1990)
- The Price of the Bride (televisiefilm, 1990) - Joe Roth
- Incident at Dark River (televisiefilm, 1989) - Tim McFall
- A Deadly Silence (televisiefilm, 1989) - Atty. Gianelli
- Vanishing Act (televisiefilm, 1986) - Harry Kenyon
- Private Sessions (televisiefilm, 1985) - Dr. Joe Braden
- J.F.K.: A One-Man Show (televisiefilm, 1984) - John Fitzgerald Kennedy
- Choices of the Heart (televisiefilm, 1983) - Ambassador Robert E. White
- Memorial Day (televisiefilm, 1983) - Matt Walker
- M*A*S*H televisieserie - Capt. B.J. Hunnicut (178 afl., 1975-1983)
- Prime Suspect (televisiefilm, 1982) - Frank Staplin
- Father Damien: The Leper Priest (televisiefilm, 1980) - Robertson
- Letters from Frank (televisiefilm, 1979) - Richard Miller
- Sex and the Single Parent (televisiefilm, 1979) - George
- Battered (televisiefilm, 1978) - Michael Hawks
- McNaughton's Daughter (televisiefilm, 1976) - Colin Pierce
- Ladies of the Corridor (televisiefilm, 1975) - Paul Osgood
- Marcus Welby, M.D. televisieserie - Mr. Ferra (Afl., Hell Is Upstairs, 1974)
- Harry O televisieserie - Cole Harris (Afl., Material Witness, 1974)
- Ironside televisieserie - Len Parsons (Afl., Cross Doublecross, 1974)
- The Six Million Dollar Man televisieserie - David Tate (Afl., The Pioneers, 1974)
- The New Land televisieserie - Rol onbekend (Afl., The World Is: Persistence, 1974)
- Live Again, Die Again (televisiefilm, 1974) - James Carmichael
- The Questor Tapes (televisiefilm, 1974) - Jerry Robinson
- Owen Marshall: Counselor at Law televisieserie - Blair (Afl., The Camerons Are a Special Clan, 1973)
- She Cried Murder (televisiefilm, 1973) - Walter Stepanic
- The Rookies televisieserie - Frank Essex (Afl., The Wheel of Fortune, 1973)
- Love, American Style televisieserie - Rol onbekend (Afl., Love and the Hot Spell, 1973)
- Banacek televisieserie - Jason Trotter (Afl., The Greatest Collection of Them All, 1973)
- Wide World of Mystery televisieserie - Steven (Afl., Nightmare Step, 1973)
- Owen Marshall: Counselor at Law televisieserie - Rol onbekend (Afl., Hour of Judgment, 1972)
- Ghost Story televisieserie - Frank Simmons (Afl., Elegy for a Vampire, 1972)
- Bonanza televisieserie - Dr. Will Agar (Afl., The Hidden Enemy, 1972)
- Cannon televisieserie - Ron (Afl., Stakeout, 1972)
- Marcus Welby, M.D. televisieserie - Rol onbekend (Afl., Love Is When They Say They Need You, 1972)
- The Longest Night (televisiefilm, 1972) - Wills
- The Sixth Sence televisieserie - Dr. Gil Clarke (Afl., Witch, Witch, Burning Bright, 1972)
- The Bold Ones: The New Doctors televisieserie - Dr. Vic Wheelwright (Afl., Discovery at Fourteen, 1972)
- The Doomsday Machine (1972) - Reporter
- Sarge televisieserie - Steve (Afl., A Terminal Case of Vengenace, 1971)
- The Man and the City televisieserie - Andy Hays (Afl., Hands of Love, 1971)
- The Interns televisieserie - Doctor Sam Marsh (Afl., The Choice, 1971)
- Mannix televisieserie - Clay Riegles (Afl., Blind Mirror, 1970)
- Worthy to Stand (1969) - Fred Washburn
- Days of our Lives televisieserie - Scotty Banning #2 (Afl. onbekend, 1968-1970)
- Panic in the City (1968) - Dick Blaine
- Dayton's Devils (1968) - Naval Officer
- Targets (1968) - Man in phone booth
- Countdown (1968) - Houston engineer (Niet op aftiteling)
- Daniel Boone televisieserie - American Officer #1 (Afl., Fort New Madrid aka the Spanish Fort, 1968)
- I Dream of Jeannie televisieserie - Astronaut Arland (Afl., Genie, Genie, Who's Got the Genie?, 1968)
- The Graduate (1967) - Bellhop in Hotel Lobby (Niet op aftiteling)
- Garrison's Gorillas televisieserie - The Captain (Afl., Black Market, 1967)
- The Monkees televisieserie - Agent Modell (Afl., Monkees Chow Mein, 1967)
- Lassie televisieserie - Ranger (Afl., Never Look Back, 1967)
- Combat! televisieserie - Doctor (Afl., The Bankroll, 1966)
- Ensign O'Toole televisieserie - Ferguson (Afl., Operation Physical, 1963)
- McHale's Navy televisieserie - Gunner (Afl., Washing Machine Charlie, 1963)

- Biblioteca Nacional de España: XX1276713
- Bibliothèque nationale de France: cb141764106 (data)
- Gemeinsame Normdatei: 1137497874
- International Standard Name Identifier: 0000 0001 1437 5223
- Library of Congress Control Number: n83123322
- Nationale Bibliotheek van Tsjechië: xx0072278
- Nationale Bibliotheek van Polen: a0000001706096
- Virtual International Authority File: 8760500
- WorldCat: E39PBJjxt3bpmVHV9pcrYM6kDq